# Alisarda

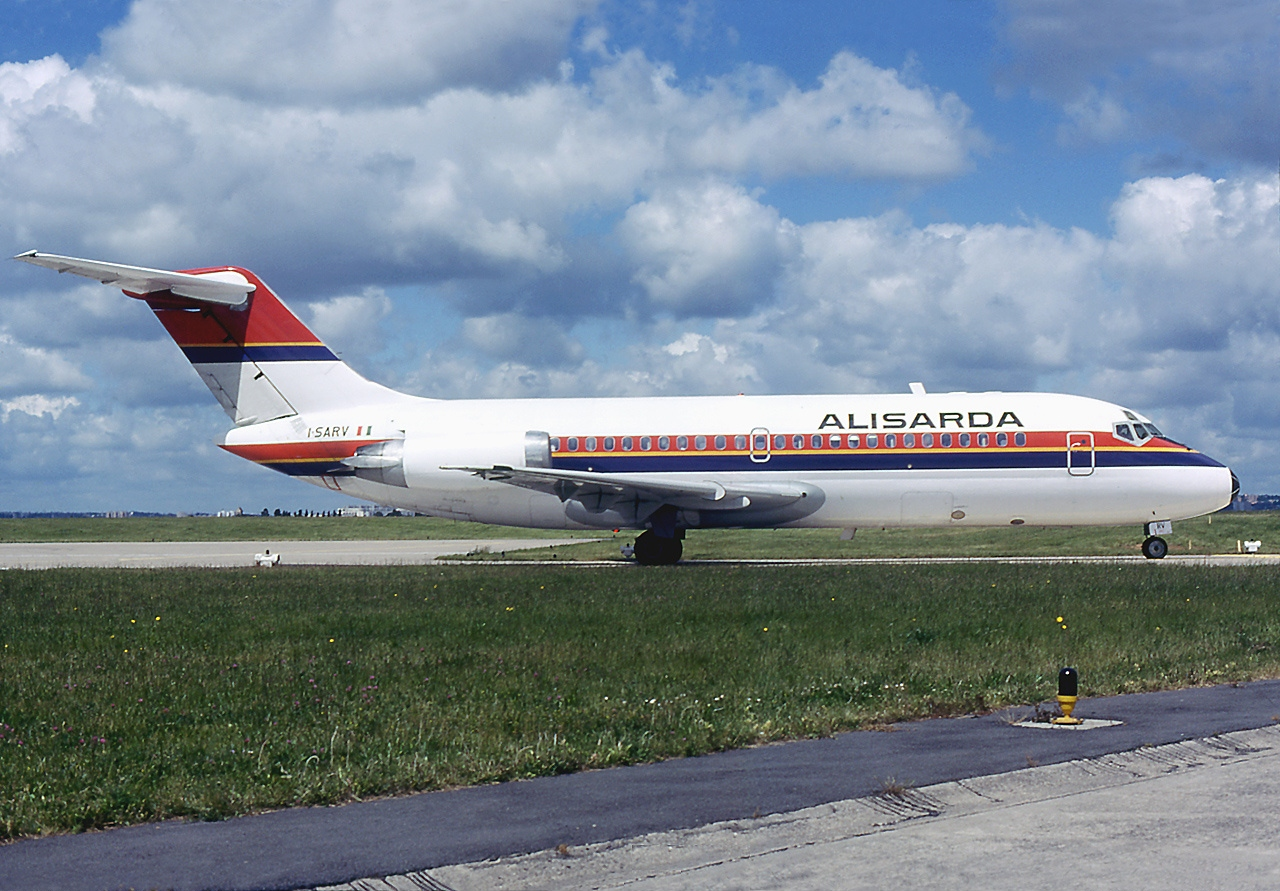
Douglas DC-9-14 appartenant à Alisarda, 1978, aéroport Orly (France)

Alisarda est une compagnie aérienne italienne basée à Olbia en Sardaigne, fondée dans les années 1960, qui a changé son nom en Meridiana après trois décennies puis en Air Italy dans les années 2010.

## Histoire

### Les 3 premières décennies
Alors qu'elle apparait encore à la fin des années 1980 comme un exemple de « développement maitrisé du tourisme insulaire en Sardaigne », la compagnie doit renforcer sa flotte u début des années 1990, pour se préparer à la libéralisation des transports, dans le cadre européen.
Alisarda a été fondée le 29 mars 1963 à Olbia par Karīm al-Husaynī, mieux connu sous le nom d'Imam Aga Khan IV. Créée dans le but de promouvoir le développement de la Costa Smeralda en Sardaigne, notamment dans sa station balnéaire de luxe de Porto Cervo, cette compagnie aérienne a commencé ses opérations de taxi aérien le 1er avril 1964 à l' aéroport de Venafiorita, une bande de terre au sud d' Olbia, avec deux pistons bimoteurs Beechcraft C-45 de huit ,  connu sous le nom civil Beechcraft Model 18 Twin Beech. Le modèle enregistré I-SARE a été restauré et exposé à l'intérieur du terminal de l'aéroport d'Olbia.
La naissance de la compagnie aérienne Alisarda faisait partie des "retombées" économiques du développement touristique, dans les premières décennies d'existence du Tourisme en Sardaigne. Au cours de la première année d'activité, les passagers transportés étaient 186. En 1966, première année d'activité en tant que transporteur régulier, 662 vols commerciaux ont été effectués sur la seule liaison autorisée, à savoir Olbia - Rome Fiumicino - Olbia, pour un total de 957 heures de vol et transporté 5 640 passagers. Dès 1968, Alisarda transporte plus de 20 000 passagers relie la Sardaigne aussi bien à la France qu'à l'Italie . La même année une liaison vers Milan est aussi mise en place.
Au début des années 1970, la compagnie opère aussi une desserte régulière en saison entre Olbia et Ajaccio, en Corse, alors qu'elle dépend de la région sarde. En 1971, le tronçon Olbia - Turin est entré en service avec une escale à Nice et en 1972 c'est le lien aérien vers Gênes, Bologne et Pise, la flotte ayant dans l'intervalle été étendue à trois Fokker F27 tandis qu'est lancé un service de fret aérien.
Alors que la compagnie aérienne publique italienne Alitalia, confrontée à  une série de grèves "sauvages " dans le sillage du Premier choc pétrolier de 1974 et essuie des pertes de 235 millions de francs en 1976 après 292 millions en 1975, ses rivales Itavia et Alisarda tentent en 1977 d'obtenir de nouveaux droits de trafic au moment où émerge un débat sur le fait que l'État italien consacre beaucoup d'argent aux transports. 
Deux décennies après sa fondation, Alisarda comptait environ 600 employés et transportait 700 000 passagers en 1982.

### Les années 1990
Alisarda a changé de nom, prenant le même pavillon que Meridiana fly, une compagnie-sœur sur le marché espagnol, le 3 mai 1991, année de ses premiers vols internationaux vers Barcelone, Paris, Londres et Francfort. Encore très rentable en 1998, sa situation se détériore ensuite.

### Les années 2000
En 2000, la compagnie sarde, toujours détenue par l'Aga Khan, à hauteur de 79 %, se déclare « officiellement à la recherche d'un repreneur ». Sa flotte est alors composée d'une vingtaine d'appareils moyen-courriers, en grande partie des BAe 146 et des McDonnell Douglas. 

### Les années 2010
Résultat de ce désengagement, en février 2010, Meridiana fusionne avec Eurofly, une compagnie spécialisée dans les vols charters. Le nouveau groupe prend le nom de Meridiana fly, deuxième transporteur aérien d'Italie, derrière Alitalia.  Disposant d'un hub à Milan, en Lombardie, la compagnie effectue des liaisons vers les Etats-Unis, le Canada et l'Afrique, en plus des vols intérieurs en Italie.
En octobre 2011, Meridiana fly, nouveau nom d'Alisarda, s'empare d'une autre compagnie charter, Air Italy. Air Italy était une compagnie aérienne italienne qui avait initialement cessé ses opérations en 2002, avant d'être reprise par le capitaine Giuseppe Gentile, chef de Marchin Investments, avec le soutien de BVMS (Grande-Bretagne, 40 %) et Pathfinder (Luxembourg, 20 %).
En avril 2013, Meridiana fly change une nouvelle fois de nom pour redevenir Meridiana, adoptant au passage une nouvelle livrée. Elle opère alors une flotte de 17 avions.
En 2014, dans le cadre de mesures de réduction des coûts, une partie des 1600 salariés devait être licencié. Une partie d'entre eux se sont retournés contre les trois PDG, les accusant de faute financière grave, en particulier, Massimo Chieli, PDG jusqu'en juillet 2011 et Giuseppe Gentile, à la tête d'Alisarda jusqu'au début de 2013 lorsqu'il a cédé la place à Roberto Scaramella, qui a démissionné en 2014.

### La faillite après l'association avec Qatar Airways
En 2016, la compagnie Qatar Airways évoque le fait d'acquérir une partie du capital de la compagnie italienne. En mars 2017, la Commission européenne donne son feu vert à cet achat et la compagnie qatarienne. Le tandem composé d'Air Italy et Alisarda s'est ainsi allié avec Qatar Airways en septembre 2017, cédant à la compagnie arabe la moitié de son capital, pour tenter de devenir durablement la marque numéro 1 du transport aérien en Italie, en proposant une classe business sur chaque vol et en tentant de trouver une opportunité dans les difficultés d'Alitalia. L'objectif est alors de passer, en seulement 4 ans, de 11 à 50 appareils et de seulement 2,6 millions à 10 millions de passagers.
Privatisée en 2008 via la Compagnie aérienne italienne, et fusionnée avec Air One, Alitalia avait été reprise par la compagnie Etihad à hauteur de 49 % en 2014, puis soumise à une procédure de mise en faillite le 2 mai 2017. 
Le 19 février 2018, la compagnie change à nouveau de nom et devient Airitaly (en prenant son nom commercial de sa filiale Air Italy) sur impulsion de son principal actionnaire qatarien, Qatar Airways, avec la volonté affichée de devenir « le vecteur national pour l'Italie »,. 
Mais après moins de deux ans et demie après l'entrée au capital de Qatar Airways, l'aventure s'est traduite par des centaines de millions de pertes financières, causant l'arrêt de l'exploitation et la mise en liquidation. Air Italy a subi en 2018 une perte de 164 millions d'euros, puis de 200 millions en 2019, ce qui met 1200 emplois en jeu . Malgré ses difficultés, Alitalia a maintenu la concurrence contre Alitalia, se battant plus que jamais, en particulier sur les vols vers la Sardaigne, déclenchant un différend entre les deux rivales. Concurrencée aussi par EasyJet et Ryanair sur le segment des vols dits "moyen-courrier", le duo Air Italy-Alisarda a souffert en particulier de l'arrêt du Boeing 737 MAX, qui constituait un quart, à lui seul de sa flotte de 12 avions. En mai 2019, à la suite des deux accidents mortels impliquant les 737 Max, la compagnie avait envisagé alors de se tourner vers un avion rival, l'A320 et plus globalement Airbus avec une possibilité d'annulation des commandes de 787 et de 737 Max.